# Championnats panaméricains de cyclisme sur route
Les Championnats panaméricains de cyclisme sur route sont les championnats continentaux de cyclisme sur route pour les pays membres de la Confédération panaméricaine de cyclisme. La première édition a lieu en Colombie en 1974. La compétition a, d'abord, une périodicité bisannuelle, puis elle passe à un rythme annuel (sans interruption depuis 2004). Les premières épreuves féminines font leur apparition lors des championnats panaméricains de 1988. D'abord organisées ensemble, les compétitions panaméricaines de route ont été désolidarisées des épreuves sur piste depuis l'édition 2013. La décision a été prise, à Mar del Plata, le 10 mars 2012, lors du congrès célébrant le 90e anniversaire de la COPACI (ceci pour se mettre en conformité avec les programmes de l'UCI et pour réduire les coûts des pays organisateurs).
En avril 2021, la fédération argentine de cyclisme et l'union cycliste de la république argentine annoncent l'annulation, pour la deuxième année consécutive, des championnats panaméricains de cyclisme sur route qui devait avoir lieu, du 6 au 8 mai, à San Juan. Le communiqué officiel annonce que dans le contexte de la pandémie du COVID-19, les restrictions imposées par le gouvernement national empêchent le déroulement de la manifestation.

## Éditions
| Éditions | Année | Siège               | Pays organisateur      |
| -------- | ----- | ------------------- | ---------------------- |
| I        | 1974  | Cali                | Colombie               |
| II       | 1976  | San Cristóbal       | Venezuela              |
| III      | 1978  | Saint-Domingue      | République dominicaine |
| IV       | 1980  | Santiago            | Chili                  |
| V        | 1981  | Medellín            | Colombie               |
| VI       | 1982  | São Paulo           | Brésil                 |
| VII      | 1984  | Medellín            | Colombie               |
| VIII     | 1986  |                     |                        |
| IX       | 1988  | Medellín            | Colombie               |
| X        | 1990  | Duitama             | Colombie               |
| XI       | 1992  | Quito               | Équateur               |
| XII      | 1994  | Curicó              | Chili                  |
| XIII     | 1996  | Puerto La Cruz      | Venezuela              |
| XIV      | 1997  | Cali                | Colombie               |
| XV       | 1998  | Cali                | Colombie               |
| XVI      | 2000  | Bucaramanga         | Colombie               |
| XVII     | 2001  | Medellín            | Colombie               |
| XVIII    | 2002  | Quito               | Équateur               |
| XIX      | 2004  | San Carlos          | Venezuela              |
| XX       | 2005  | Mar del Plata       | Argentine              |
| XXI      | 2006  | Cabreúva            | Brésil                 |
| XXII     | 2007  | Valencia            | Venezuela              |
| XXIII    | 2008  | Montevideo          | Uruguay                |
| XXIV     | 2009  | Tlaxcala            | Mexique                |
| XXV      | 2010  | Aguascalientes      | Mexique                |
| XXVI     | 2011  | Medellín            | Colombie               |
| XXVII    | 2012  | Mar del Plata       | Argentine              |
| XXVIII   | 2013  | Zacatecas           | Mexique                |
| XXIX     | 2014  | Puebla              | Mexique                |
| XXX      | 2015  | León                | Mexique                |
| XXXI     | 2016  | Táchira             | Venezuela              |
| XXXII    | 2017  | Saint-Domingue      | République dominicaine |
| XXXIII   | 2018  | San Juan            | Argentine              |
| XXXIV    | 2019  | Pachuca             | Mexique                |
| –        | 2020  | Annulés             |                        |
| XXXV     | 2021  | Saint-Domingue      | République dominicaine |
| XXXVI    | 2022  | San Juan            | Argentine              |
| XXXVII   | 2023  | Panama              | Panama                 |
| XXXVIII  | 2024  | São José dos Campos | Brésil                 |
| XXXIX    | 2025  | Punta del Este      | Uruguay                |

## Palmarès masculin

### Course en ligne[5]
| Année | Or                     | Argent                    | Bronze                   |
| ----- | ---------------------- | ------------------------- | ------------------------ |
| 1974  | Luis Hernán Díaz       | Fabio Acevedo             | Gonzalo Marín            |
| 1976  | Rosendo Ramos          | Luis Carlos Manrique (en) | Hernán Donneys           |
| 1978  | Rodolfo Vitela (en)    | Gonzalo Marín (es)        | Rosendo Ramos            |
| 1980  | Eduardo Trillini       | Manuel Aravena (en)       | Carlos Adolfo Mesa (en)  |
| 1981  | Manuel Aravena         | Olinto Silva              | Sergio Aliste            |
| 1982  | Jair Braga             | Roberto Muñoz (es)        | Justo Galavís            |
| 1984  | Ramón Tolosa (es)      | Fabio Parra               | Julio Alberto Rubiano    |
| 1986  |                        |                           |                          |
| 1988  | Juan Carlos Arias (en) | Álvaro Mejía              | Leonardo Sierra          |
| 1990  | José Robles (en)       | Ruber Marín               | Alexander Ernst          |
| 1992  | Héctor Chiles          | Juan Carlos Rosero (en)   | José Robles (en)         |
| 1994  | Albeiro Giraldo        | Heriberto Rodríguez       | César Goyeneche          |
| 1996  | Márcio May             | Rubén Pegorin             | Jamil Suaiden            |
| 1997  | Eduardo Uribe          | Márcio May                | Manuel Guevara           |
| 1998  | Jesús Zarate           | Cássio Freitas            | Israel Ochoa             |
| 2000  | Raúl Montaña           | Élder Herrera             | Michael Barry            |
| 2001  | Juan Diego Ramírez     | Hernán Bonilla            | Javier Zapata            |
| 2002  | Daniel Rincón          | Ismael Sarmiento          | Héctor Chiles            |
| 2004  | Manuel Guevara         | Jorge Humberto Martínez   | Miguel Ubeto             |
| 2005  | John Fredy Parra       | Charles Dionne            | Damier Martínez          |
| 2006  | José Serpa             | Breno Sidoti              | Alex Diniz               |
| 2007  | Martin Gilbert         | Manuel Medina             | Carlos Hernández         |
| 2008  | Richard Mascarañas     | Luis Macías               | Otávio Bulgarelli        |
| 2009  | Gregorio Ladino        | Juan Pablo Villegas       | Cayetano Sarmiento       |
| 2010  | Carlos Oyarzún         | Arnold Alcolea            | Raúl Grangel             |
| 2011  | Gregolry Panizo        | Gonzalo Garrido           | Luis Felipe Laverde      |
| 2012  | Maximiliano Richeze    | Mauro Abel Richeze        | Héctor Aguilar           |
| 2013  | Jonathan Paredes       | Ignacio Sarabia           | Segundo Navarrete        |
| 2014  | Byron Guamá            | Joey Rosskopf             | Juan Pablo Suárez        |
| 2015  | Byron Guamá            | Josué González            | Juan Pablo Magallanes    |
| 2016  | Jonathan Caicedo       | Brayan Ramírez            | Jonathan Monsalve        |
| 2017  | Nelson Soto            | José Alfredo Aguirre      | Sebastián Molano         |
| 2018  | Sebastián Molano       | Maximiliano Richeze       | Christopher Mansilla     |
| 2019  | Jefferson Cepeda       | Alexis Camacho            | Segundo Navarrete        |
| 2021  | Nelson Soto            | Cristian Pita             | Sebastián Novoa          |
| 2022  | Emiliano Contreras     | Sebastián Novoa           | Sixto Núñez              |
| 2023  | Pier-André Côté        | Nicolás Tivani            | Charles-Étienne Chrétien |
| 2024  | Leangel Linarez        | Red Walters               | Wilmar Paredes           |
| 2025  | Álvaro Hodeg           | Sebastián Brenes          | Jason Huertas            |

### Contre-la-montre[9],[10]
| Année | Or                          | Argent                      | Bronze                      |
| ----- | --------------------------- | --------------------------- | --------------------------- |
| 1994  | Rubén Pegorín               | Víctor Hugo Peña            | Juan Marcelo Agüero         |
| 1996  | Dubán Ramírez               | Rubén Pegorín               | Hernandes Quadri Júnior     |
| 1997  | Dubán Ramírez               | Javier Zapata               | Iddis-Albin Tavarez         |
| 1998  | Rubén Pegorín               | Dubán Ramírez               | Márcio May                  |
| 2000  | Víctor Hugo Peña            | Márcio May                  | Eduardo Graciano            |
| 2001  | Jairo Hernández             | Javier Zapata               | Svein Tuft                  |
| 2002  | José Medina                 | Jonny Daniel Leal           | Carlos Ibañez               |
| 2004  | José Chacón                 | José Rujano                 | Domingo González            |
| 2005  | Edgardo Simón               | Pedro Nicácio               | Guillermo Brunetta          |
| 2006  | Pedro Nicácio               | Magno Nazaret               | Eric Wohlberg               |
| 2007  | Libardo Niño                | Zachary Bell                | Tomás Gil                   |
| 2008  | Svein Tuft                  | Matías Médici               | Luis Tavares Amorim         |
| 2009  | Juan Carlos López           | Gregory Brenes              | Matías Médici               |
| 2010  | Iván Casas                  | Carlos Oyarzún              | Freddy Montaña              |
| 2011  | Leandro Messineo            | Iván Casas                  | Tomás Gil                   |
| 2012  | Matías Médici               | Magno Nazaret               | Eduardo Sepúlveda           |
| 2013  | Carlos Oyarzún              | Ignacio Sarabia             | Leandro Messineo            |
| 2014  | Pedro Herrera               | Joey Rosskopf               | Carlos Oyarzún              |
| 2015  | Carlos Oyarzún              | Manuel Rodas                | Alejandro Durán             |
| 2016  | Walter Vargas               | Laureano Rosas              | Cristian Serrano            |
| 2017  | José Luis Rodríguez Aguilar | Rodrigo Contreras           | Manuel Rodas                |
| 2018  | Walter Vargas               | Rubén Ramos                 | Manuel Rodas                |
| 2019  | Brandon Rivera              | José Luis Rodríguez Aguilar | Ignacio Prado               |
| 2021  | Walter Vargas               | José Luis Rodríguez Aguilar | Franklin Archibold          |
| 2022  | Rodrigo Contreras           | Walter Vargas               | Orluis Aular                |
| 2023  | Walter Vargas               | Kaden Hopkins               | José Luis Rodríguez Aguilar |
| 2024  | Walter Vargas               | Franklin Archibold          | Orluis Aular                |
| 2025  | Walter Vargas               | Rodrigo Contreras           | Diego Mendes                |

### Contre-la-montre par équipes masculin
| Année | Or                                                                                               | Argent                                                                                  | Bronze                                                                                  |
| ----- | ------------------------------------------------------------------------------------------------ | --------------------------------------------------------------------------------------- | --------------------------------------------------------------------------------------- |
| 1974  | Mexique Rodolfo Vitela (en) Francisco Huerta (en) Ceferino Estrada (en) José Luis Castañeda (en) | Colombie Luis Hernán Díaz Henry Cuevas (en) Julio Alberto Rubiano Fabio Acevedo (en)    | Cuba Aldo Arencibia Carlos Cardet José Prieto (en) Roberto Menéndez (en)                |
| 1976, | Cuba Aldo Arencibia Carlos Cardet Raúl Vázquez (en) Roberto Menéndez (en)                        | Venezuela José Ollarves (en) Justo Galavís (es) Jesús Escalona (en) Serafino Silva (en) | Colombie Fabio Acevedo (en) Luis Carlos Manrique (en) Jaime Galeano (es) Hernán Donneys |
| 1978  | Mexique Rosendo Ramos José Lara Bernardo Colex José Luis Castañeda (en)                          | Colombie Antonio Londoño José Dario Hernández Hernán Donneys Juan Pachón                | Cuba Eugenio Ferrer Miguel Pino Jorge León Aníbal Torres                                |
| 1980  | Venezuela Mario Medina (es) Justo Galavís (de) Jesús Torres (es) Juan Arroyo (es)                | Brésil Jair Braga (pt) Ferrero Lima                                                     | Chili Manuel Aravena (en) Sergio Salas José Avendaño Jesús Córdova                      |
| 1981  | Chili Manuel Aravena (en) Sergio Aliste (de) Eduardo Cuevas (en) Fernando Vera (es)              | Venezuela                                                                               | Colombie Fabio Parra Rogelio Arango (en) Antonio Londoño Julio Alberto Rubiano          |
| 1982  | Chili Fernando Vera (es) Eduardo Cuevas (de) Sergio Aliste (de) José Avendaño                    | Brésil                                                                                  | Venezuela                                                                               |
| 1984  | Chili Manuel Aravena (en) Fernando Vera (es) Eduardo Cuevas (en) Lino Aquea (en)                 | Brésil Jair Braga (pt) Gilson Alvaristo (pt) Renan Ferraro Marcos Mazzaron (pt)         | Colombie Ramón Tolosa (es) Fabio Parra Julio Alberto Rubiano Néstor Mora                |
| 1988  | Cuba Osmany Alvarez Eduardo Alonso Eduardo Cruz Eliécer Valdés                                   | Colombie Álvaro Mejía Orlando Castillo Pedro Nel Bonilla Angel Noe Alayón               | Mexique                                                                                 |
| 1990  | Colombie Héctor Iván Palacio Fabio Jaramillo (en) Juan de Dios Fajardo Ruber Marín               | Cuba Osmany Alvarez Israel Torres Eduardo Cruz Eliécer Valdés                           | Mexique Héctor Pérez Juan Ramón Camacho Jesús Vázquez Guillermo Gutiérrez               |
| 1992  | Colombie José Robles (en) Héctor Iván Palacio Juan de Dios Fajardo Raúl Montaña                  | Cuba                                                                                    | Mexique                                                                                 |
| 1994  | Cuba Eliécer Valdés Heriberto Rodríguez Yolexis Millán Mario Pérez                               |                                                                                         |                                                                                         |

## Palmarès espoirs masculin

### Course en ligne
| Année | Or                          | Argent                      | Bronze                  |
| ----- | --------------------------- | --------------------------- | ----------------------- |
| 1997  | Marlon Pérez                | Pedro Pablo Pérez           | Hernán Darío Bonilla    |
| 2000  | Mauricio Ardila             | Yosvani Falcon              | Luis Felipe Laverde     |
| 2001  | Luis Felipe Laverde         | José Rujano                 | Franklin Chacón         |
| 2002  | Alexis Castro               | Carlos López                | Erick Castaño           |
| 2004  | Jackson Rodríguez           | Miguel Ernesto Chacón       | Juan Murillo            |
| 2005  | Maximiliano Richeze         | Jorge Soto                  | Jorge Martín Montenegro |
| 2006  | Alex Diniz                  | Tiago Fiorilli              | Artur García            |
| 2007  | Ralph Monsalve              | Jackson Rodríguez           | Rodolfo Ávila           |
| 2008  | Gideoni Monteiro            | Gustavo Borcard             | Ramiro Cabrera          |
| 2009  | Juan Pablo Villegas         | Cayetano Sarmiento          | Alfredo Cruz            |
| 2010  | Benjamin King               | Yonathan Monsalve           | Ramiro Cabrera          |
| 2011  | Gideoni Monteiro            | Josué Moyano                | Cristóbal Olavarría     |
| 2012  | Cristóbal Olavarría         | Carlos Quishpe              | Fabrizio Von Nacher     |
| 2013  | Richard Carapaz             | Isaac Bolívar               | Félix Barón             |
| 2014  | Fernando Gaviria            | Brayan Ramírez              | Hernando Bohórquez      |
| 2015  | Jhonatan Restrepo           | José Luis Rodríguez Aguilar | Lucas Gaday             |
| 2016  | José Luis Rodríguez Aguilar | Jhonatan Narváez            | Jhon Anderson Rodríguez |
| 2017  | Matías Muñoz                | Nicolás Tivani              | Alfredo Santoyo         |
| 2018  | Federico Vivas              | Francisco Lara              | Junior Marte            |
| 2019  | Santiago Montenegro         | Julián Molano               | Jefferson Cepeda        |
| 2021  | Heberth Gutiérrez           | Jesús Marte                 | Ricardo Peña            |
| 2022  | Nicolás Gómez               | Bredio Ruiz                 | Vicente Rojas           |
| 2023  | Vicente Rojas               | Juan Pablo Sossa            | William Colorado        |
| 2024  | Otávio Gonzeli              | Jaider Muñoz                | José Ramón Muñiz        |
| 2025  | Jonathan Guatibonza         | Cristian Vélez              | Ciro Pérez              |

### Contre-la-montre
| Année | Or                          | Argent               | Bronze                      |
| ----- | --------------------------- | -------------------- | --------------------------- |
| 1997  | Iván Parra                  | Guillermo Brunetta   | Marlon Pérez                |
| 2000  | Luis Amarán                 | Christian Valenzuela | José Serpa                  |
| 2001  | Rafael Silva (pt)           | José Serpa           | José Rujano                 |
| 2002  | Mauricio Ortega             | Erick Castaño        | Juan Carlos Montenegro      |
| 2004  | Rafael Infantino            | Jimm Santos          | Marco Antonio Ortega        |
| 2005  | Weimar Roldán               | Jorge Soto           | Fabricio Ferrari            |
| 2006  | Magno Nazaret               | Bradley Fairall      | Federico Pagani             |
| 2007  | Víctor Moreno               | Sergio Ortega        | Weimar Roldán               |
| 2008  | Jaime Suaza                 | Román Mastrángelo    | Jorge Soto                  |
| 2009  | Gregory Brenes              | Juan Pablo Villegas  | David Veilleux              |
| 2010  | Benjamin King               | Ramiro Cabrera       | Ramón Carretero             |
| 2011  | Ramón Carretero             | Daniel Jaramillo     | Jacob Rathe                 |
| 2012  | Eduardo Sepúlveda           | Nathan Brown         | Lawson Craddock             |
| 2013  | José Luis Rodríguez Aguilar | Facundo Lezica       | Isaac Bolívar               |
| 2014  | Rodrigo Contreras           | Ignacio Prado        | Carlos Ramírez              |
| 2015  | Ignacio Prado               | Sebastián Trillini   | José Luis Rodríguez Aguilar |
| 2016  | José Luis Rodríguez Aguilar | Carlos Ramírez       | Jhon Anderson Rodríguez     |
| 2017  | José Alexis Rodríguez       | Ian Garrison         | Nicolás Tivani              |
| 2018  | Diego Ferreyra              | Mauricio Graziani    | Luis López                  |
| 2019  | Diego Ferreyra              | Benjamín Quinteros   | Luis López                  |
| 2021  | Héctor Quintana             | João Pedro Rossi     | Anderson Arboleda           |
| 2022  | Juan Manuel Barboza         | Johan Porras         | Arián Etcheverry            |
| 2023  | Héctor Quintana             | Donovan Ramírez      | José Juan Prieto            |
| 2024  | Héctor Quintana             | Nicholas Narraway    | Mateo Kalejman              |
| 2025  | Mateo Kalejman              | Juan Diego Quintero  | Freddy Avila                |

## Palmarès féminin

### Course en ligne[20]
| Année | Or                     | Argent                 | Bronze                      |
| ----- | ---------------------- | ---------------------- | --------------------------- |
| 1988  | Adriana Muriel         | Martha Luz López (en)  | Odalys Tomps                |
| 1990  | Adriana Muriel         | Isabel León            | Odalys Tomps                |
| 1992  | Jane Marshall          | Maddy Tormoen          | Yacel Ojeda                 |
| 1994  | Yacel Ojeda            | Tatiana Fernández      | Yoanka González             |
| 1996  | Nicole Reinhart        | Madelin Jorge          | Anrrosy Paruta              |
| 1997  | Yuliet Rodríguez       | Belem Guerrero         | Yoanka González             |
| 1998  | Karen Livingston-Bliss | Elizabeth Emery        | Claudia Carceroni Saintagne |
| 2000  | Erin Carter            | Sandy Espeseth         | Yoanka González             |
| 2001  | Flor Marina Delgadillo | Belem Guerrero         | Martha Luz López (en)       |
| 2002  | Belem Guerrero         | Flor Marina Delgadillo | Janildes Fernandes          |
| 2004  | Yoanka González        | Yeilien Fernández      | Danielys García             |
| 2005  | Tina Mayolo-Pic        | Yeilien Fernández      | Yumari González             |
| 2006  | Yumari González        | Kori Kelley-Seehafer   | Clemilda Fernandes          |
| 2007  | Tina Pic               | Yumari González        | Gina Grain                  |
| 2008  | Yumari González        | Karelia Machado Jaimes | Belem Guerrero              |
| 2009  | Joëlle Numainville     | Paola Muñoz            | Verónica Leal Balderas      |
| 2010  | Shelley Olds-Evans     | Joëlle Numainville     | Dalila Rodríguez            |
| 2011  | Clara Hughes           | Evelyn García          | Theresa Cliff-Ryan          |
| 2012  | Yumari González        | Leah Kirchmann         | Janildes Fernandes          |
| 2013  | Arlenis Sierra         | Marlies Mejías         | Angie González              |
| 2014  | Arlenis Sierra         | Megan Guarnier         | Laura Lozano                |
| 2015  | Marlies Mejías         | Coryn Rivera           | Yumari González             |
| 2016  | Iraida García          | Arlenis Sierra         | Flavia Oliveira             |
| 2017  | Paola Muñoz            | Wellyda Rodrigues      | Skylar Schneider            |
| 2018  | Arlenis Sierra         | Iraida García          | Marlies Mejías              |
| 2019  | Ariadna Gutiérrez      | Denisse Ahumada        | Teniel Campbell             |
| 2021  | Paola Muñoz            | Teniel Campbell        | Lizbeth Salazar             |
| 2022  | Arlenis Sierra         | Catalina Soto          | Fabiana Granizal            |
| 2023  | Skylar Schneider       | Alison Jackson         | Catalina Soto               |
| 2024  | Lauren Stephens        | Wellyda Rodrigues      | Catalina Soto               |
| 2025  | Juliana Londoño        | Skylar Schneider       | Teniel Campbell             |

### Contre-la-montre[21]
| Année | Or                    | Argent                 | Bronze                 |
| ----- | --------------------- | ---------------------- | ---------------------- |
| 1994  | Belem Guerrero        | Yacel Ojeda            | Patricia Santiago      |
| 1996  | Madelin Jorge         | Maritza Corredor       | Márcia Guimarães       |
| 1997  | Maureen Kaila Vergara | Dania Pérez            | Yuliet Rodríguez       |
| 1998  | Elizabeth Emery       | Marisa Vandevelde      | Lorena Corman          |
| 2000  | Sandy Espeseth        | Madelín Jorge Salgado  | Yuliet Rodríguez       |
| 2001  | María Luisa Calle     | Flor Marina Delgadillo | Yuliet Rodríguez       |
| 2002  | Sonia López           | Paola Madriñán         | Flor Marina Delgadillo |
| 2004  | Paola Madriñán        | Marie Rosado           | Yoanka González        |
| 2005  | Kristin Armstrong     | Christine Thorburn     | Paola Madriñán         |
| 2006  | Amber Neben           | Erinne Willock         | Kori Kelley-Seehafer   |
| 2007  | Alison Powers         | Giuseppina Grassi      | Dotsie Bausch          |
| 2008  | Paola Madriñán        | Giuseppina Grassi      | Kori Kelley-Seehafer   |
| 2009  | Giuseppina Grassi     | Tara Whitten           | Valeria Müller         |
| 2010  | Paola Madriñán        | Amber Neben            | Shelley Olds-Evans     |
| 2011  | Clara Hughes          | Evelyn Stevens         | Amber Neben            |
| 2012  | Amber Neben           | Rhae-Christie Shaw     | Clemilda Fernandes     |
| 2013  | Íngrid Drexel         | Carmen Small           | Serika Gulumá          |
| 2014  | Evelyn Stevens        | Serika Gulumá          | Megan Guarnier         |
| 2015  | Carmen Small          | Tara Whitten           | Clemilda Fernandes     |
| 2016  | Serika Gulumá         | Cristina Sanabria      | Íngrid Drexel          |
| 2017  | Chloé Dygert Owen     | Tayler Wiles           | Marlies Mejías         |
| 2018  | Amber Neben           | Lauren Stephens        | Cristina Sanabria      |
| 2019  | Leah Thomas           | Amber Neben            | Constanza Paredes      |
| 2021  | Marlies Mejías        | Aranza Villalón        | Miryam Núñez           |
| 2022  | Lilibeth Chacón       | Marcela Hernández      | Antonella Leonardi     |
| 2023  | Amber Neben           | Aranza Villalón        | Alison Jackson         |
| 2024  | Amber Neben           | Lauren Stephens        | Aranza Villalón        |
| 2025  | Ruth Edwards          | Emily Ehrlich          | Teniel Campbell        |

### Contre-la-montre par équipes féminin
C'est lors des Xe championnats panaméricains, en 1990, que se dispute pour la première fois cette épreuve.
| Année | Or                                                                 | Argent                                                                         | Bronze                                                     |
| ----- | ------------------------------------------------------------------ | ------------------------------------------------------------------------------ | ---------------------------------------------------------- |
| 1990  | Cuba Tatiana Fernández Yacel Ojeda Idalmis Echavarría Odalys Tomps | Colombie Adriana Muriel Rosa Emma Rodríguez Rosa María Aponte Lucila Rodríguez | Mexique Isabel León Adriana Torres Mirna Pérez Aydil López |
| 1992  | États-Unis Maddy Tormoen                                           | Cuba                                                                           | Équateur                                                   |
| 1994  | Cuba Yacel Ojeda Tatiana Fernández Dania Pérez Yoanka González     | Argentine Patricia Santiago Casilda Riquelme Miriam Blanco María Clara Verón   |                                                            |

## Palmarès espoirs féminin

### Course en ligne
| Année | Or                | Argent         | Bronze            |
| ----- | ----------------- | -------------- | ----------------- |
| 2018  | Claudia Baró      | Yarely Salazar | Paula Villalón    |
| 2019  | Teniel Campbell   | Paula Patiño   | Daniela Atehortúa |
| 2021  | Marcela Hernández | Amber Joseph   | Scarlet Cortés    |

### Contre-la-montre
| Année | Or                | Argent           | Bronze          |
| ----- | ----------------- | ---------------- | --------------- |
| 2018  | María José Varga  | Paula Villalón   | Jessica Bonilla |
| 2019  | Teniel Campbell   | Jeniffer Morales | Jeydy Pradera   |
| 2021  | Marcela Hernández | Abigail Sarabia  | Romina Hinojosa |